# Lista najwyższych budynków w Afryce
Lista najwyższych budynków w Afryce – wymienia najwyższe budynki w Afryce liczące przynajmniej 141 m.
Wielka Piramida w Gizie liczy obecnie 138,8 m, lecz pierwotnie liczyła 146,6 m wysokości.

## Budynki istniejące
| Nazwa                                             | Wysokość w metrach | Piętra | Data wybudowania | Państwo           | Miasto        |
| ------------------------------------------------- | ------------------ | ------ | ---------------- | ----------------- | ------------- |
| Carlton Centre Office Tower                       | 223                | 50     | 1973             | Południowa Afryka | Johannesburg  |
| Britam Tower                                      | 200                | 31     | 2017             | Kenia             | Nairobi       |
| Ponte City Apartments                             | 173                | 54     | 1975             | Południowa Afryka | Johannesburg  |
| UAP Tower                                         | 163                | 33     | 2016             | Kenia             | Nairobi       |
| Metlife Centre                                    | 150                | 28     | 1993             | Południowa Afryka | Kapsztad      |
| PSPF Towers - Tower A                             | 153                | 35     | 2014             | Tanzania          | Dar Es Salaam |
| PSPF Towers - Tower B                             | 153                | 35     | 2014             | Tanzania          | Dar Es Salaam |
| Marble Towers                                     | 150                | 32     | 1973             | Południowa Afryka | Johannesburg  |
| South African Reserve Bank Building               | 150                | 38     | 1988             | Południowa Afryka | Pretoria      |
| 88 on Field                                       | 147                | 26     | 1985             | Południowa Afryka | Durban        |
| IMOB Business Tower                               | 145                | 35     | 2018             | Angola            | Luanda        |
| Burj Bulaya Office - Tower 1                      | 144                | 34     | 2007             | Libia             | Trypolis      |
| Budynek Ministerstwa Spraw Zagranicznych w Kairze | 143                | 39     | 1994             | Egipt             | Kair          |
| Michelangelo Tower                                | 143                | 33     | 2005             | Południowa Afryka | Sandton       |
| El Gezira Tower Movenpick Hotel                   | 142                | 43     | 1996             | Egipt             | Kair          |
| Grand Hyatt Cairo                                 | 142                | 41     | 2002             | Egipt             | Kair          |
| Południowa wieża Nile City                        | 142                | 34     | 2003             | Egipt             | Kair          |
| Północna wieża Nile City                          | 142                | 34     | 2002             | Egipt             | Kair          |
| ABC Building                                      | 141                | 33     | 1976             | Zimbabwe          | Zvishavane    |